# Golem

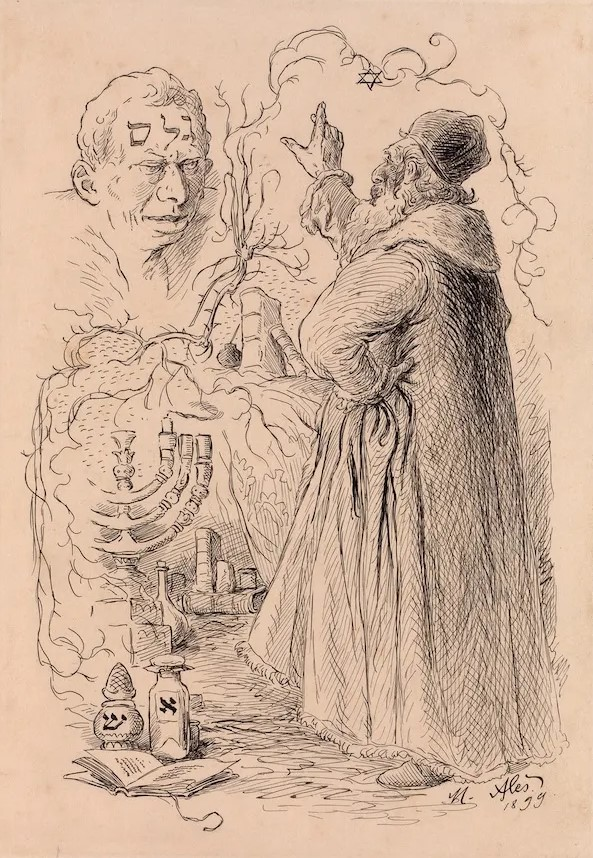
Rabin Löw i golem.

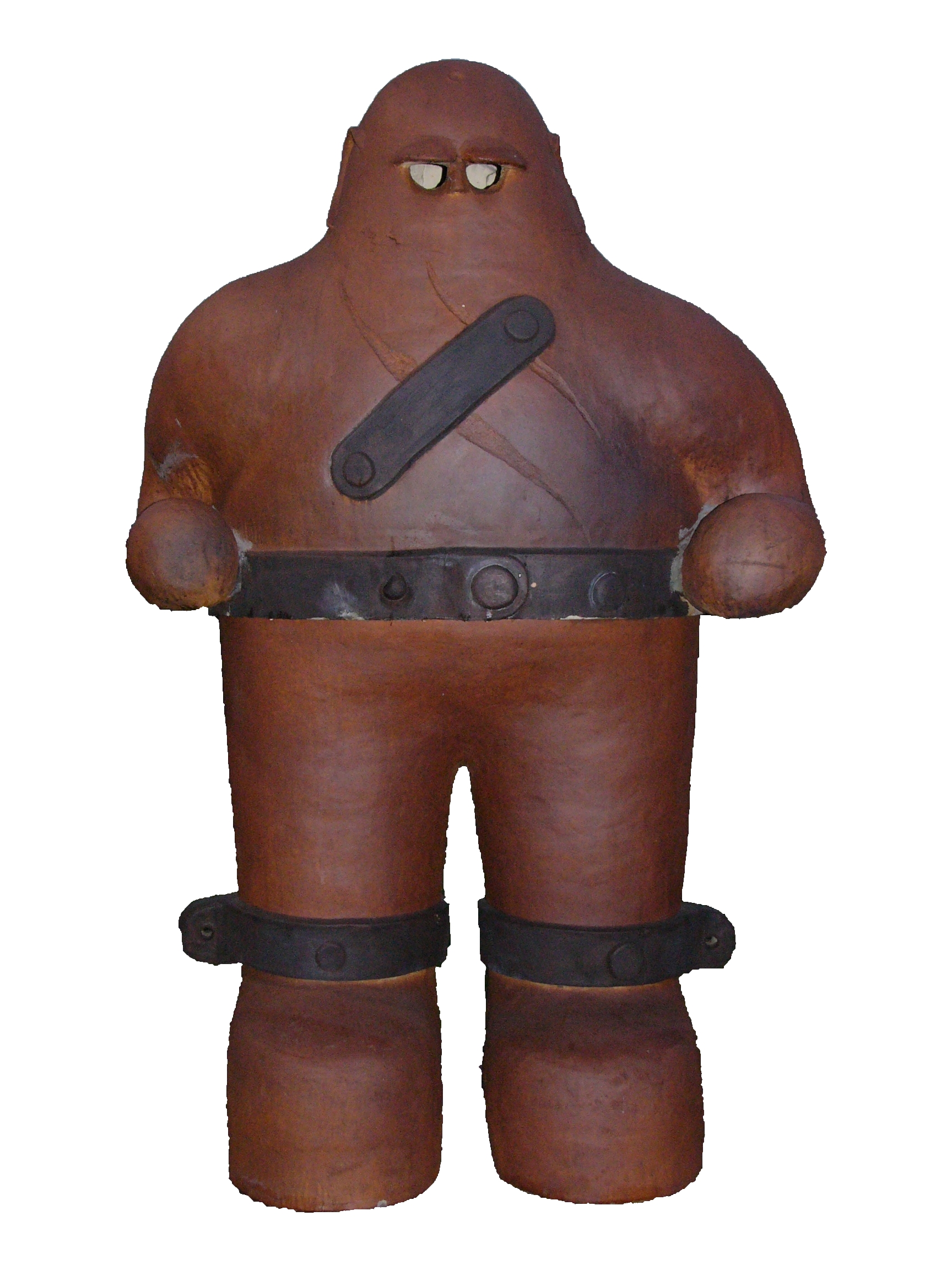
Gliniana figurka golema

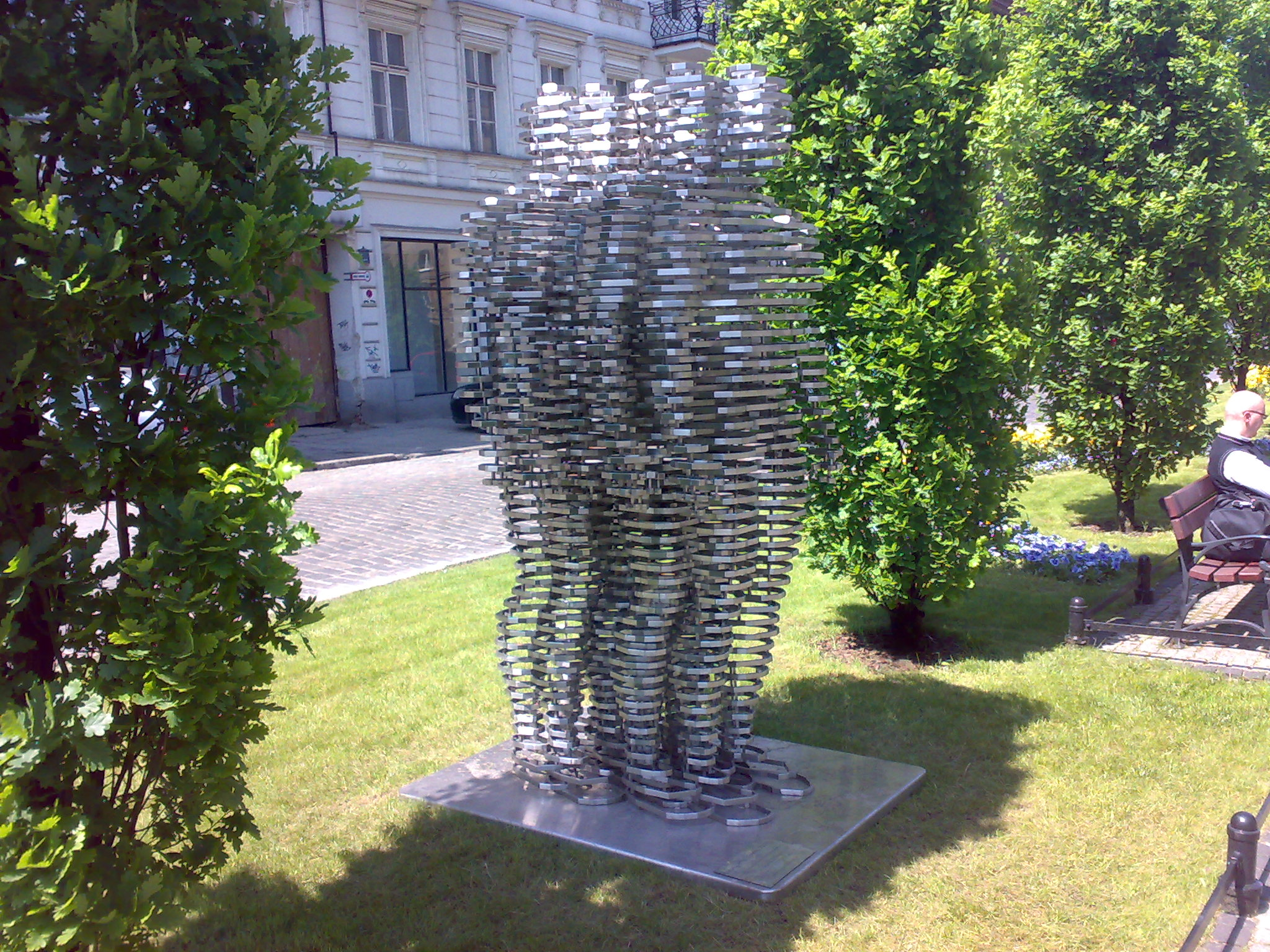
Pomnik Golema w Poznaniu

Golem (hebr. ‏גולם‎ lub ‏גלם‎; jid. ‏גולם‎ gojlem) – istota utworzona z gliny na kształt człowieka, ale pozbawiona duszy rozumiejącej neszama, a zatem również zdolności mowy.
Hebrajskie słowo golem pojawia się w Biblii tylko raz, w Księdze Psalmów 139:16, który to werset tradycja talmudyczna wkłada w usta Adama. W tym miejscu bywa ono tłumaczone jako „zarodek, embrion”, ale prawdopodobnie oznacza coś bezkształtnego, pozbawionego formy. W średniowieczu utożsamiano je z greckim pojęciem bezkształtnej materii – stgr. ἡ ὕλη (hē hýlē). Część tradycji żydowskiej traktuje również Adama przed obdarzeniem go bożym tchnieniem jako golema.
Tworzenie golema przez ludzi wiąże się z powtarzaniem procesu bożej kreacji. Jako że uważano, iż została ona dokonana za pomocą liter alfabetu hebrajskiego, również przez odpowiednie ich układy próbowano ponowić ten akt. Pierwsze przekazy o golemie utworzonym przez człowieka zawiera Talmud. Później na stałe praktyki te związane były z magicznym wykorzystaniem traktatu Sefer Jecira i odtworzeniem podanej tam struktury boskiej kreacji.

## Legenda
Najbardziej znana legenda na temat golema mówi o stworzeniu go przez rabina Jehudę Löw ben Bezalela z Pragi (urodzonego w Poznaniu), znanego również jako Maharal.
W drugiej połowie XVI w. nasiliły się ataki na praskich Żydów, których posądzano o bezbożne praktyki i okultyzm. Aby obronić siebie i innych, rabin Maharal ulepił z gliny wielką postać człowieka, którą następnie ożywił za pomocą tajemnych rytuałów i modłów, na koniec wypisując na czole lub wkładając do ust Golema pergamin ze słowem Emet (hebr. אמת, „prawda”). Wymazanie pierwszej litery powodowało powstanie słowa met (hebr. מת, „śmierć”) co odbierało życie istocie. Według innych mogło to być również słowo Adam, czyli „człowiek”, natomiast po wymazaniu pierwszej litery dam, co oznacza po hebrajsku „krew”. Tak stworzona istota była jednak niema i bezmyślna, gdyż nie została stworzona przez Boga; mogła tylko wykonywać polecenia i pracować, sama nie mając własnej, wolnej woli.
Według jednej z wersji legendy, po obronie Żydów przed atakami ludności, Golem wpada w szał i zaczyna mordować tych, którym służył; Maharal wyjmuje mu pergamin z ust i wykreślając pierwszą literę ze słowa Emet sprawia, że istota staje się na powrót glinianym posągiem. W innej wersji legendy, po wykonaniu pracy Maharal unieruchamia Golema zabierając mu pergamin ze słowem, a następnie ukrywa na strychu praskiej synagogi.
Szczątki Golema znajdują się jakoby na strychu synagogi w Pradze (Egon Erwin Kisch, Jarmark sensacji).

## Golem w kulturze masowej
W literaturze:
- Gustav Meyrink, Golem (Der Golem, powieść, 1915)
- Isaac Bashevis Singer, Golem (1969)
- Zbigniew Nienacki, powieść Pan Samochodzik i tajemnica tajemnic (1975, Polska) i jej ekranizacja Pan Samochodzik i praskie tajemnice (Pražské tajemství) (1988/1989, Polska)
- Stanisław Lem, Golem XIV (1981, Polska)
- Terry Pratchett, Na glinianych nogach (Wielka Brytania 1996, Polska 2004), Piekło pocztowe (Wielka Brytania 2004, Polska 2008)
- Andrzej Sepkowski (nie mylić z Andrzejem Sapkowskim), Czas golema (powieść łącząca cechy fantastyki naukowej, political fiction i cyberpunka, Polska 2001)
- Andrzej Pilipiuk, Znalezisko (opowiadanie z książki Weźmisz czarno kure...), Lublin 2002, ISBN 83-89011-28-X
- Andrzej Pilipiuk, Księżniczka, Lublin 2004, ISBN 83-89011-35-2
- Andrzej Sapkowski, Boży bojownicy (2004), Lux perpetua (2006)
- Michael Scott, Alchemik: Sekrety nieśmiertelnego Nicholasa Flamela (The Alchemyst. The Secrets of the Immortal Nicholas Flamel, Irlandia 2007, Polska 2008)
- Gail Carriger, Bezduszna (Soulless, USA 2009, Polska 2011)
- Edward Lee(inne języki), Golem (Replika, 2012)
- Manuela Draeger, Herbes et golems (Francja, wyd. l'Olivier, 2012), w drugim rozdziale golem zostaje wysłany przez rabinów do umysłu kobiety przetrzymywanej w „strefie podwyższonej kontroli”)
- Marcin Wroński, opowiadanie Czarcia Łapa (w zbiorze opowiadań Rewers, 2016), eISBN 978-83-7976-509-6
- Michael Chabon, Niesamowite przygody Kavaliera i Claya (W.A.B., 2019)
- Marek Krajewski, Mock. Golem (Społeczny Instytut Wydawniczy „Znak”, 2019)
- Andrzej Pilipiuk, Niezniszczalny (opowiadanie z książki Faceci w gumofilcach), Lublin 2022, ISBN 978-83-7964-846-7

W filmie:
- Henrik Galeen, Paul Wegener, Golem (Der Golem, film, Niemcy 1915)
- Paul Wegener, Golem (Der Golem, wie er in die Welt kam, film, Niemcy 1920)
- Martin Frič, Cesarski piekarz (Císařův pekař a pekařův císař, komedia, prod. CSRS, 1951)
- Piotr Szulkin, Golem (film, Polska, 1979)
- serial Z Archiwum X, odcinek Kaddish
- odcinek 382 Straszny domek na drzewie XVII - Prawdziwego mężczyznę poznaje się po Golemie serialu Simpsonowie (sezon 18, odcinek 4)
- odcinek Golem serialu Batman przyszłości (sezon 1, odcinek 4)
- odcinek dziesiąty pierwszego sezonu serialu Jeździec bez głowy
- odcinek „Everybody Hates Hitler” (sezon 8, odcinek 13) w serialu Nie z tego świata

W teatrze:
- Białostocki Teatr Lalek, Golem (spektakl)

W muzyce:
- piosenka Golem polskiej grupy rockowej Exodus z pierwszej połowy lat 80. XX wieku
- piosenka Golem niemieckiej grupy metalowej Protector z lat 90. XX wieku
- utwór Der Golem amerykańskiej grupy Fantômas grającej metal awangardowy

Występuje również w wielu grach komputerowych czy opowiadaniach utrzymanych w klimatach fantasy w charakterze przeciwników, np. w serii gier Heroes of Might and Magic, czy też elementów fabuły, jak w grze Wiedźmin 2: Zabójcy królów.